# هولي تايلور
هولي تايلور (Holly Taylor) هي ممثلة وراقصة كندية من مواليد 31 أكتوبر 1997. بدأت مسيرتها في مسرحية «بيلي إليوت» في عمر ال11 واستمرت بها لمدة سنتين. حالياً هي تجسد دور بيج جينينغز في المسلسل التلفزيوني الأمريكيون على قناة FX.

## حياتها ومسيرتها
ولدت هولي في ميدلتون، نوفا سكوتيا، كندا في هالوين 1997. هي ابنة مارجريت ومارك. أخوها الأكبر يدعى فيليب. بعد أن انتقلت عائلتها إلى نيو جيرسي في أوائل عام 2000، التحقت هولي بفئة الرقص في سن 3 سنوات. وبحلول سن ال11 حققت حلمها بالرقص على المسرح، عندما التحقت بمسرحية «بيلي إليوت»، حيث كانت تقدم 8 عروض بالأسبوع في المسرح الإمبراطوري في مدينة نيويورك لمدة سنتين.
أخذت هولي رحلة إلى لوس أنجلوس، حيث قامت بالتقديم لتجربة أداء لمسلسل الأمريكيون. ثم عادت إلى نيويورك لمقابلة المنتجين وطاقم العمل، ومن تلك التجربة الواحدة، حصلت على الدور.

## قائمة أعمالها
| السنة | العنوان       | بالإنكليزية      | الدور               | ملاحظات   |
| ----- | ------------- | ---------------- | ------------------- | --------- |
| 2011  | حب وزومبي     | Love and Zombies | آلي                 | فيلم قصير |
| 2012  | الطبخة        | The Cook         | غريتشن              | فيلم قصير |
| 2013  | اشلي          | Ashley           | اشلي في عمر الطفولة |           |
| 2013  | العالم الآخر  | The Otherworld   | دانن                |           |
| 2014  | أسوأ الأصدقاء | Worst Friends    | الفتاة الصغيرة      |           |

| السنة       | العنوان                 | بالإنكليزية                  | الدور       | ملاحظات       |
| ----------- | ----------------------- | ---------------------------- | ----------- | ------------- |
| 2010        | فك شفرة كوابيس المشاهير | Celebrity Nightmares Decoded | ابنة        | فيلم تلفزيوني |
| 2013-الحاضر | الأمريكيون              | The Americans                | بَيج جينينغز | دور رئيسي     |

## وصلات خارجية
- هولي تايلور على موقع IMDb (الإنجليزية)
- هولي تايلور على موقع ألو سيني (الفرنسية)
- هولي تايلور على موقع أول موفي (الإنجليزية)
- هولي تايلور على موقع قاعدة بيانات برودواي على الإنترنت (الإنجليزية)
- هولي تايلور على موقع قاعدة بيانات الفيلم (الإنجليزية)